# Strada nazionale 4 (Cambogia)

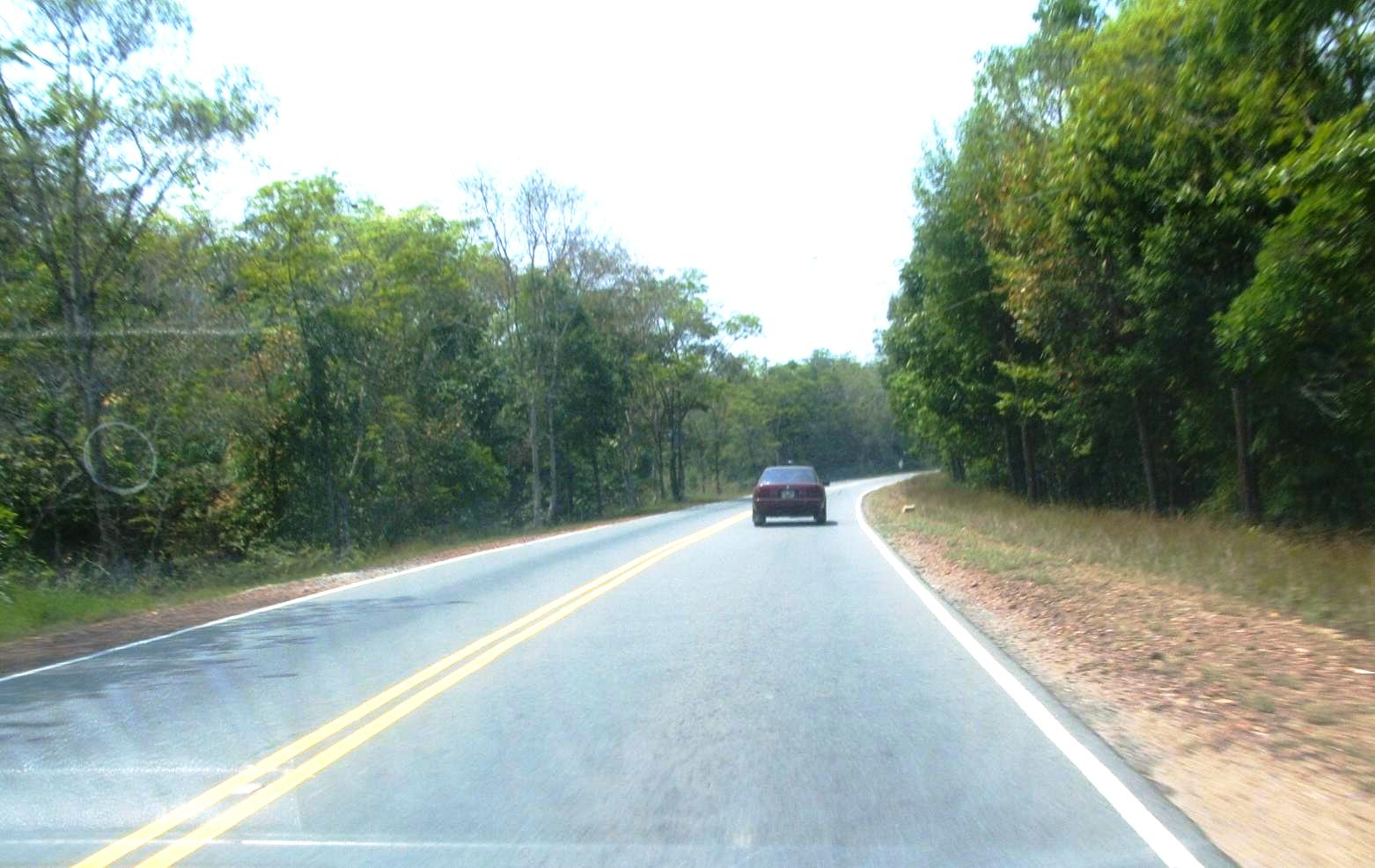
Lungo la strada Nazionale 4 all'altezza di Chbar Mon.

La strada nazionale 4 (spesso indicata sulle mappe come NH4, "National Highway 4") è una delle arterie principali della Cambogia.
Ha una lunghezza di 230 km e connette la capitale Phnom Penh con Sihanoukville, sulla costa.
Sihanoukville è l'unico porto internazionale della Cambogia, per cui la strada nazionale 4 è molto importante per l'economia del paese. La strada fu originariamente costruita negli anni cinquanta con finanziamenti statunitensi, di concerto con la costruzione del porto e con particolare riguardo al trasporto merci effettuato con la capitale su mezzi pesanti e container. Ha tre barriere per il pagamento di pedaggio lungo il percorso.
È considerata una strada molto pericolosa della Cambogia, a causa dei frequenti incidenti e dello scarso controllo delle autorità.

## Descrizione
La strada inizia nell'immediata periferia occidentale di Phnom Penh, nei pressi dell'aeroporto internazionale, alla rotatoria di Choam Chao tra il Russian Federation Boulevard e la strada nazionale 3, nel distretto di Dangkor. Corre pressoché diritta verso ovest-sud-ovest, per poi curvare a sud in prossimità della costa e quindi di nuovo a ovest, superata Veal Renh (o Veal Rinh), per raggiungere Sihanoukville.
Dopo la prima barriera entra nella provincia di Kandal. Attraversa le province di Kampong Speu, Koh Kong e Sihanoukville. Presso Chamkar Luong, nella provincia di Koh Kong, inizia la strada nazionale 48 che porta alla città di Koh Kong e al vicino confine con la Thailandia. Presso Veal Renh, nel distretto di Prey Nob, si congiunge alla strada nazionale 3  che arriva da Phnom Penh passando per Kampot.

## Luoghi interessanti lungo il percorso
Il parco nazionale Kirirom si trova circa 25 km a ovest dell'autostrada, poco a nord di Sre Ambel, piccolo porto fluviale in corrispondenza di un estuario.